# 脇屋義助
新田 義助/脇屋 義助（にった よしすけ/わきや よしすけ）は、鎌倉時代末期から南北朝時代初期の武将。新田朝氏の次男。新田義貞の弟。兄の義貞に従い鎌倉幕府の倒幕に寄与するとともに、兄の死後は南朝軍の大将の一人として北陸・四国を転戦したが志半ばで死去した。

## 生涯
上野国新田郡に生まれ、長じた後は脇屋（現在の群馬県太田市脇屋町）に拠ったことから名字を「脇屋」と称した。
元弘3年（1333年）5月、兄義貞が新田荘にて鎌倉幕府打倒を掲げて挙兵すると、関東近在の武家の援軍を受け北条氏率いる幕府軍と戦う。鎌倉の陥落により、執権北条氏が滅亡した後は、後醍醐天皇の京都への還御に伴い、上洛。諸将の論功行賞によって、同年8月5日、正五位下に叙位され、左衛門佐に任官した。
また、同年、一時期、駿河守にも補任され、以後、兵庫助、伊予守、左馬権頭、弾正大弼などの官職を歴任した。また、このころ設置された武者所では兄の義貞が頭人に補せられたのに伴い、義助も武者所の構成員となり、同所五番となった。
その後も常に義貞と行動をともにし、各地で転戦した。延元元年/建武3年（1336年）、刑部卿に転任。建武の乱では箱根・竹ノ下の戦い、湊川の戦い、近江の戦い等主要な戦いに多く参戦した。延元3年/建武5年（1338年）に義貞が不慮の戦死を遂げると越前国の宮方の指揮を引き継いだ。兄・義貞亡き後の軍勢をまとめて越前黒丸城を攻め落としたものの、結局室町幕府軍に敗れて越前から退いた。延元4年/暦応2年（1339年）9月には従四位下に昇叙する。興国元年（1340年）、前年に越前で敗れて美濃の根尾城に籠っていたが土岐頼遠らの軍勢に攻められて義助は尾張へ移り熱田神宮の大宮司に助けられた。そして尾張の羽豆崎(愛知県知多郡師崎)の神宮領で整えて、海路伊勢に渡り、伊賀を経て、吉野の後村上天皇の行宮に参内した。義助は、熊野の海賊の兵船300余隻で、淡路の沼島に渡り、淡路の志知庄を所領としていた安間・志知・小笠原の一族に迎えられ、そこから小島に着いた。ここは、佐々木信胤や沼島の豪族梶原二郎がすでに南朝方に加わっていたので、平穏に伊予までいけたのである。興国3年/康永元年（1342年）、中国・四国方面の総大将に任命されて四国に渡り、伊予の土居氏・得能氏を指導し、一時は勢力をふるったが、伊予国府で突如発病し、そのまま病没した。享年38。墓所は倉吉打吹の大蓮寺。
『太平記』巻十において、中世武士道について語っており、「弓矢の道、死を軽んじて名を重んずるを以って義とせり」と考えを示している。また、同書では義貞を助ける良き弟としての姿が描かれている。兄弟同士が不和になることなく、同じ方向に向かって歩み続けた生涯であった。

## 死後
1883年（明治16年）8月6日、従三位を贈位。
1933年（昭和8年）、兄・義貞の館跡と考えられている群馬県太田市の安養寺明王院から脇屋義助を追悼する板碑が発見された。種字には金泥が塗られていたが、北朝年号であったことから真贋論争が起きた。現在では北朝方についた新田一族（岩松頼宥？）が建てた本物と考えられている。この板碑から義助の正確な生没年月日が判明した。
新田氏発祥の地である群馬県太田市と、脇屋義助が病没した地である愛媛県今治市は、2002年に姉妹都市提携を結んでいる。
太田市の生品神社にて、2010年2月、新田義貞の銅像が盗難にあう事件が起きた。この像は1941年に地元の教師や児童によって勤労活動による集金で建立されたものであった。銅像の行方は分からず、再建を求める声が高まり、2011年に「新田義貞公銅像再建委員会」が発足した。新たな銅像は彫刻家の脇谷幸正（脇屋義助の24代目子孫）が製作し、2012年5月8日に除幕式が行われた。

## 関連作品
テレビドラマ
- 太平記（1991年、NHK大河ドラマ、演：石原良純）